# Prvački trofej 2000. (hokej na travi)
22. Prvački trofej se održao 2000. godine.

## Mjesto i vrijeme održavanja
Održao se od 27. svibnja do 4. lipnja 2000.
Utakmice su se igrale na stadionu Wagener u nizozemskom gradu Amstelveenu. Nakon Prvačkog trofeja 1987. u Amstelveenu, 1991. u Berlinu i 1999. u Brisbaneu ovo je bio četvrti put da su se u isto vrijeme na istom mjestu održavali muški i ženski Prvački trofej.

## Natjecateljski sustav
Igralo se po jednostrukom ligaškom sustavu. Za pobjedu se dobivalo 3 boda, za neriješeno 1 bod, a za poraz nijedan bod. 
Nakon ligaškog dijela, igralo se za poredak. Prvi i drugi na ljestvici su doigravali za zlatno odličje, treći i četvrti za brončano odličje, a peti i šesti na ljestvici za 5. i 6. mjesto. 6. je ispadao u niži natjecateljski razred.

## Sudionici
Sudjelovali su domaćin Nizozemska, branitelj naslova Australija, Uj. Kraljevstvo, Njemačka, Španjolska i Južna Koreja.. 

### Nizozemska
```
Vratari:

 
Guus Vogels
               
HGC

 
Ronald Jansen
             
Hockeyclub 's-Hertogenbosch

Obrana:
 
 
Erik Jazet
                
HC Bloemendaal

 
Bram Lomans
               
HGC

 
Wouter van Pelt
           
HDM

 
Diederik van Weel
         
HC Bloemendaal

 
Sander van der Weide
      
Hockeyclub 's-Hertogenbosch

 
Peter Windt
               
Amsterdam

Vezni red:
 
 
Jacques Brinkman
          
SCHC

 
Jeroen Delmee
             
Hockeyclub 's-Hertogenbosch

 
Piet-Hein Geeris
          
Oranje Zwart

 
Teun de Nooijer
           
HC Bloemendaal

 
Stephan Veen
 ©            
HGC

Navala:
 
 
Matthijs Brouwer
          
Hockeyclub 's-Hertogenbosch

 
Jaap-Derk Buma
            
HC Bloemendaal

 
Marten Eikelboom
          
Amsterdam
 
 
Paul van Esseveldt
        
Kampong
 
 
Remco van Wijk
            
HC Bloemendaal

Trener:
                    
Maurits Hendriks

Pomoćni trener:
            
Marc Delissen

"Videoman":
                  Roberto Tolentino
```

### Australija
Trener: Terry Walsh
| 1. Michael Brennan 2. Jason Duff 3. Troy Elder 4. James Elmer 5. Damon Diletti (vratar) 6. Lachlan Dreher (vratar) 7. Jeremy Hiskins 8. Paul Gaudoin 9. Matthew Smith | 1. Jay Stacy 2. Stephen Davies 3. Michael York 4. Craig Victory 5. Stephen Holt 6. Matthew Wells 7. Murray Richards 8. Brent Livermore 9. Dean Butler |

### Njemačka
Trener: Paul Lissek
| 1. Christopher Reitz (vratar) 2. Clemens Arnold (vratar) 3. Ulrich Moissl 4. Philipp Crone 5. Eike Duckwitz 6. Christian Wein 7. Björn Michel 8. Sascha Reinelt 9. Oliver Domke | 1. Christoph Eimer 2. Björn Emmerling 3. Christoph Bechmann 4. Michael Green 5. Tibor Weißenborn 6. Florian Kunz 7. Christian Mayerhöfer (kapetan) 8. Matthias Witthaus 9. Florian Keller |

### Uj. Kraljevstvo
Trener: Barry Dancer
| 1. Simon Mason (vratar) 2. Simon Triggs (vratar) 3. Jon Wyatt (kapetan) 4. Bill Waugh 5. Tom Bertram 6. Craig Parnham 7. Guy Fordham 8. Ben Sharpe 9. Mark Pearn | 1. Jimmy Wallis 2. Andy Humphrey 3. Duncan Woods 4. Daniel Hall 5. Brett Garrard 6. Calum Giles 7. David Hacker 8. David Mathews 9. Michael Johnson |

### Južna Koreja
Trener: Kim Sang-Ryul
| 1. Kim Yoon (vratar) 2. Ji Seong-Hwan 3. Kim Min-Shik 4. Kim Chel-Hwan 5. Kim Yong-Bae 6. Kim Hyung-Bae 7. Kim Kyung-Seok 8. Kim Jung-Chul 9. Song Seung-Tae | 1. Kang Keon-Wook (kapetan) 2. Hwang Jong-Hyun 3. Lim Jung-Woo 4. Jeon Jong-Ha 5. Jeon Hong-Kwon 6. Yeo Woon-Kon 7. Lim Jong-Chun 8. Seo Jong-Ho 9. Han Seong-Jin |

### Španjolska
Trener: Antonio Forrellat
| 1. Ramón Jufresa (vratar) 2. Xavier Ribas 3. Joaquín Malgosa (kapetan) 4. Jaime Amat 5. Francisco "Kiko" Fábregas 6. Felipe Moreno 7. Pablo Amat 8. Jordi Casas 9. Javier Arnau | 1. Ramón Sala 2. Juan Dinarés 3. Josep Sánchez 4. Pablo Usoz 5. Bernardino Herrera (vratar) 6. Rodrigo Garza 7. Eduardo Tubau 8. Santi Freixa 9. Albert Sala |

## Rezultati prvog dijela natjecanja
| 27. svibnja 2000. 10:00 |       |              |                                     |
| Španjolska              | 2 : 1 | Njemačka     | Suci: Raymond O'Connor Donald Prior |
| Sánchez 47' Tubau 63'   |       | Bechmann 10' | Suci: Raymond O'Connor Donald Prior |

| 27. svibnja 2000. 12:30 |       |           |                                  |
| Australija              | 2 : 0 | J. Koreja | Suci: Jos Gorissen Henrik Ehlers |
| Victory 8', 19'         |       |           | Suci: Jos Gorissen Henrik Ehlers |

| 27. svibnja 2000. 17:30 |       |                 |                                   |
| Nizozemska              | 2 : 1 | Uj. Kraljevstvo | Suci: Richard Wolter Santiago Deo |
| De Nooijer 23', 60'     |       | Pearn 70'       | Suci: Richard Wolter Santiago Deo |

| 28. svibnja 2000. 12:00 |       |            |                                   |
| Australija              | 1 : 1 | Španjolska | Suci: Sumesh Putra Peter von Reth |
| Elder 63'               |       | Tubau 47'  | Suci: Sumesh Putra Peter von Reth |

| 29. svibnja 2000. 12:10 |       |           |                               |
| Nizozemska              | 1 : 0 | J. Koreja | Suci: Eric Denis Santiago Deo |
| Eikelboom 32'           |       |           | Suci: Eric Denis Santiago Deo |

| 29. svibnja 2000. 14:30                            |       |                 |                                  |
| Njemačka                                           | 4 : 0 | Uj. Kraljevstvo | Suci: Jos Gorissen Henrik Ehlers |
| Bechmann 8' Crone 29' Weißenborn 38' Emmerling 55' |       |                 | Suci: Jos Gorissen Henrik Ehlers |

| 30. svibnja 2000. 12:00     |       |                           |                                       |
| Australija                  | 3 : 3 | Uj. Kraljevstvo           | Suci: Raymond O'Connor Peter von Reth |
| Elder 6', 22' Livermore 31' |       | Fordham 26', 28' Hall 64' | Suci: Raymond O'Connor Peter von Reth |

| 30. svibnja 2000. 14:30 |       |                      |                                    |
| Španjolska              | 0 : 1 | J. Koreja            | Suci: Richard Wolter Henrik Ehlers |
|                         |       | Hwang Jong-Hyuan 34' | Suci: Richard Wolter Henrik Ehlers |

| 30. svibnja 2000. 17:00              |       |                              |                               |
| Nizozemska                           | 3 : 2 | Njemačka                     | Suci: Eric Denis Sumesh Putra |
| Veen 8' (PS) Delmee 42' Van Wijk 59' |       | Michel 14' Bechmann 54' (PS) | Suci: Eric Denis Sumesh Putra |

| 1. lipnja 2000. 10:00            |       |                  |                                 |
| Njemačka                         | 3 : 1 | J. Koreja        | Suci: Jos Gorissen Sumesh Putra |
| Eimer 22' Witthaus 30' Domke 59' |       | Jeon Jong-Ha 61' | Suci: Jos Gorissen Sumesh Putra |

| 1. lipnja 2000. 12:00 |       |                                                   |                                 |
| Uj. Kraljevstvo       | 1 : 5 | Španjolska                                        | Suci: Eric Denis Richard Wolter |
| Mathews 70'           |       | Amat 25' Dinarés 42' (PS) Tubau 49', 67' Sala 50' | Suci: Eric Denis Richard Wolter |

| 1. lipnja 2000. 14:30            |       |               |                                     |
| Nizozemska                       | 3 : 1 | Australija    | Suci: Santiago Deo Raymond O'Connor |
| Eikelboom 20' Veen 45' (PS), 52' |       | Livermore 28' | Suci: Santiago Deo Raymond O'Connor |

| 2. lipnja 2000. 14:30 |       |            |                                      |
| Nizozemska            | 1 : 0 | Španjolska | Suci: Henrik Ehlers Raymond O'Connor |
| Taekema 67'           |       |            | Suci: Henrik Ehlers Raymond O'Connor |

| 2. lipnja 2000. 17:00         |       |                     |                                 |
| Njemačka                      | 4 : 2 | Australija          | Suci: Peter von Reth Eric Denis |
| Michel 5', 12' Domke 19', 32' |       | Stacy 27' Elmer 30' | Suci: Peter von Reth Eric Denis |

| 2. lipnja 2000. 19:30                       |       |                 |                                 |
| J. Koreja                                   | 3 : 1 | Uj. Kraljevstvo | Suci: Santiago Deo Jos Gorissen |
| Kim Kyung-Seok 13', 39' Hwang Jong-Hyun 50' |       | Giles 16'       | Suci: Santiago Deo Jos Gorissen |

### Poredak nakon prvog dijela
```
 1. 
 Nizozemska        5      5     0     0     (10: 4)      
15

 2. 
 Njemačka          5      3     0     2     (14: 8)       
9

 
 3. 
 Španjolska        5      2     1     2     ( 8: 5)       
7

 
 4. 
 J. Koreja         5      2     0     3     ( 5: 7)       
6

 
 5. 
 Australija        5      1     2     2     ( 9:11)       
5

 
 6. 
 Uj. Kraljevstvo   5      0     1     4     ( 6:17)       
1
```

### Doigravanje za poredak
- za 5. mjesto

| 4. lipnja 2000. 10:00      |       |                 |                                   |
| Australija                 | 3 : 2 | Uj. Kraljevstvo | Suci: Richard Wolter Sumesh Putra |
| Hiskens 17', 19' Smith 37' |       | Giles 29', 41'  | Suci: Richard Wolter Sumesh Putra |

- za brončano odličje

| 4. lipnja 2000. 12:30 |       |                                                      |                                    |
| Španjolska            | 0 : 3 | J. Koreja                                            | Suci: Peter von Reth Henrik Ehlers |
|                       |       | Yeo Woon-Kon 22' Jeon Jong-Ha 30' Song Seung-Tae 51' | Suci: Peter von Reth Henrik Ehlers |

- za zlatno odličje

| 4. lipnja 2000. 15:00         |       |           |                                     |
| Nizozemska                    | 2 : 1 | Njemačka  | Suci: Santiago Deo Raymond O'Connor |
| Eikelboom 11' Veen 81' (z.p.) |       | Domke 54' | Suci: Santiago Deo Raymond O'Connor |

## Najbolji sudionici
| Najbolji strijelci                                  | Najbolji igrač  | Najbolji mladi igrač | Fair-play  |
| --------------------------------------------------- | --------------- | -------------------- | ---------- |
| Oliver Domke (4 pogotka) Eduardo Tubau Stephan Veen | Teun de Nooijer | Eduardo Tubau        | Španjolska |

## Završni poredak
| Mj. | Momčad          |
| --- | --------------- |
| 1.  | Nizozemska      |
| 2.  | Njemačka        |
| 3.  | J. Koreja       |
| 4.  | Španjolska      |
| 5.  | Australija      |
| 6.  | Uj. Kraljevstvo |

| Pobjednici             |
| ---------------------- |
| Nizozemska Peti naslov |